# Ronda de Juan II
La ronda de Juan II es una vía pública de la ciudad española de Segovia.

## Descripción
La vía discurre desde la plaza de la Reina Victoria Eugenia hasta la calle del Socorro. Honra con el título al rey Juan II de Castilla (1405-1454), que vivió temporadas en la ciudad. Aparece descrita en Las calles de Segovia (1918) de Mariano Sáez y Romero con las siguientes palabras:

Juan II (Paseo de).—Es la antigua ronda sobre la muralla, que se dirige desde la Plaza del Alcázar a la calle del Socorro. Es un paseo bonito, por dominarse el valle del Clamores y al que dan los jardines de las casas de este lado de la Canonjía Nueva, hoy calle de Daoíz. En este sitio estuvo en tiempos la iglesia de San Gregorio. El nombre del paseo es en recuerdo del Rey D. Juan II, que vivió en Segovia bastantes temporadas, y fué coronado en la Catedral antigua en 15 de enero de 1406; mejoró el Alcázar, construyendo la hermosa y fuerte torre de la entrada que lleva su nombre. Fué el de Juan II un reinado muy turbulento, más dado a las letras que a la gobernación del Estado, favoreciendo, y luego débil en las persecuciones a D. Alvaro de Luna. Murió este monarca, hijo de Enrique III, después de largo reinado, en 1454, en Valladolid.
(Sáez y Romero, 1918, p. 102)